# Daphnis placida
Daphnis placida är en fjärilsart som beskrevs av Walker 1856. Daphnis placida ingår i släktet Daphnis och familjen svärmare. Inga underarter finns listade i Catalogue of Life.

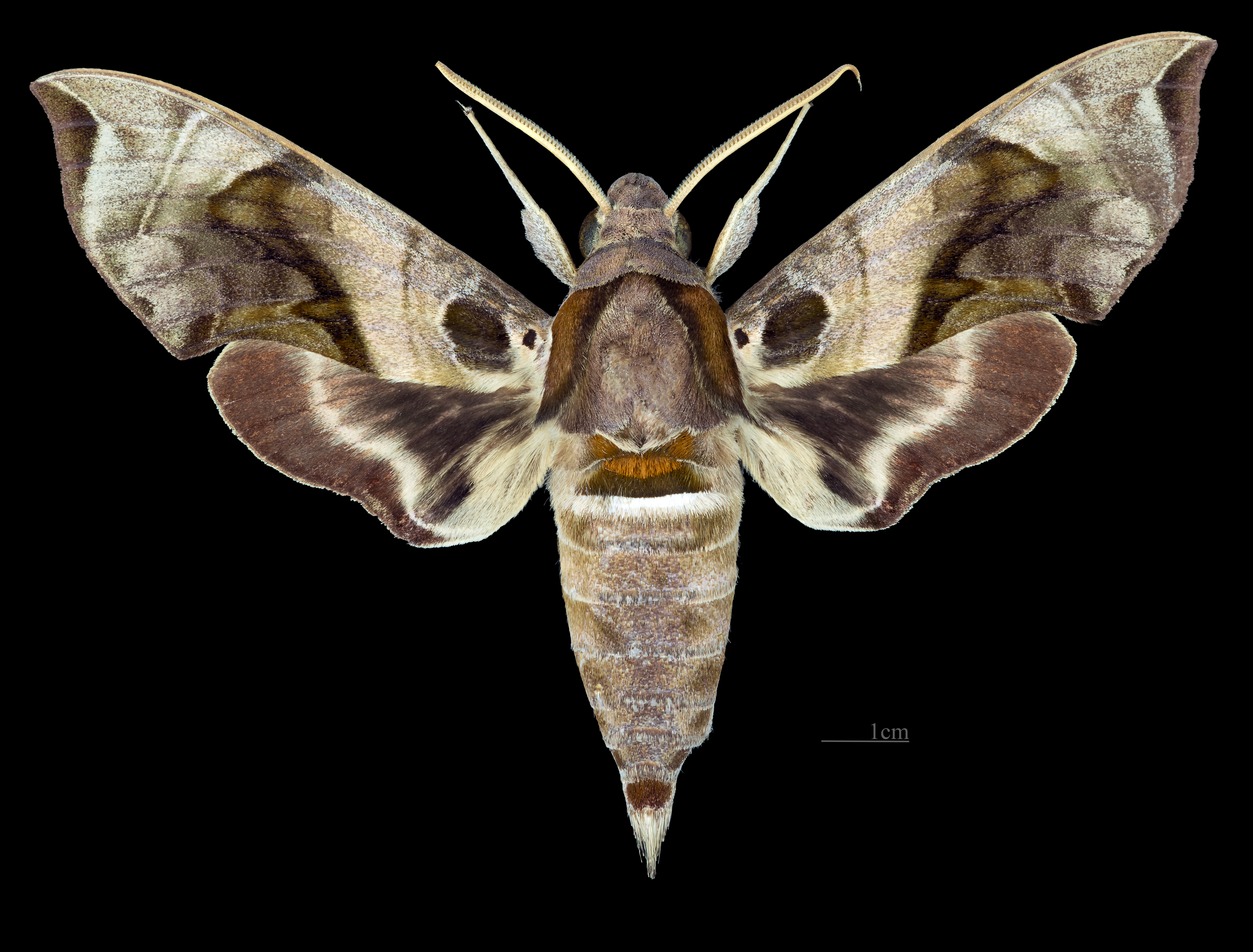
♂
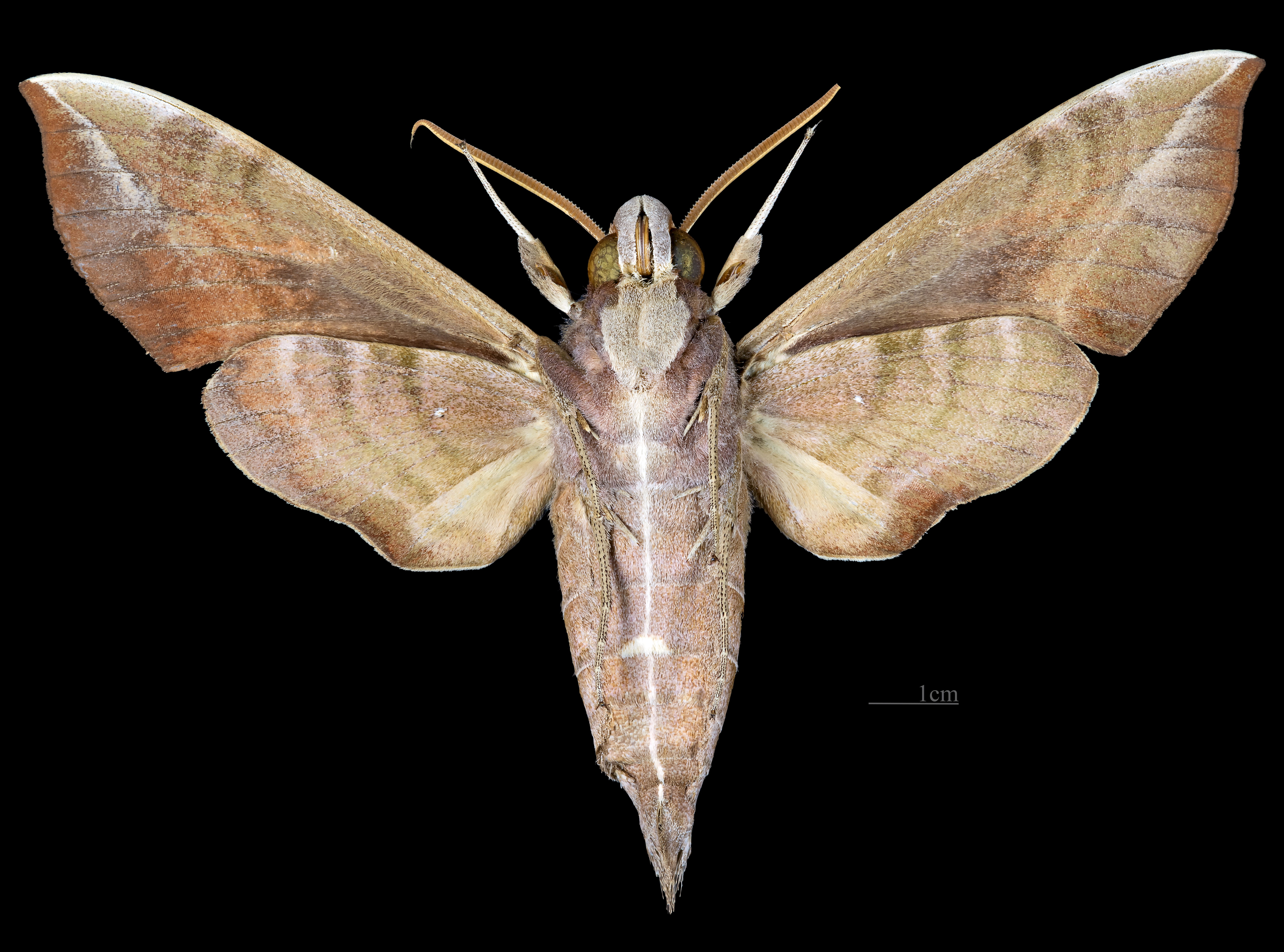
♂ △
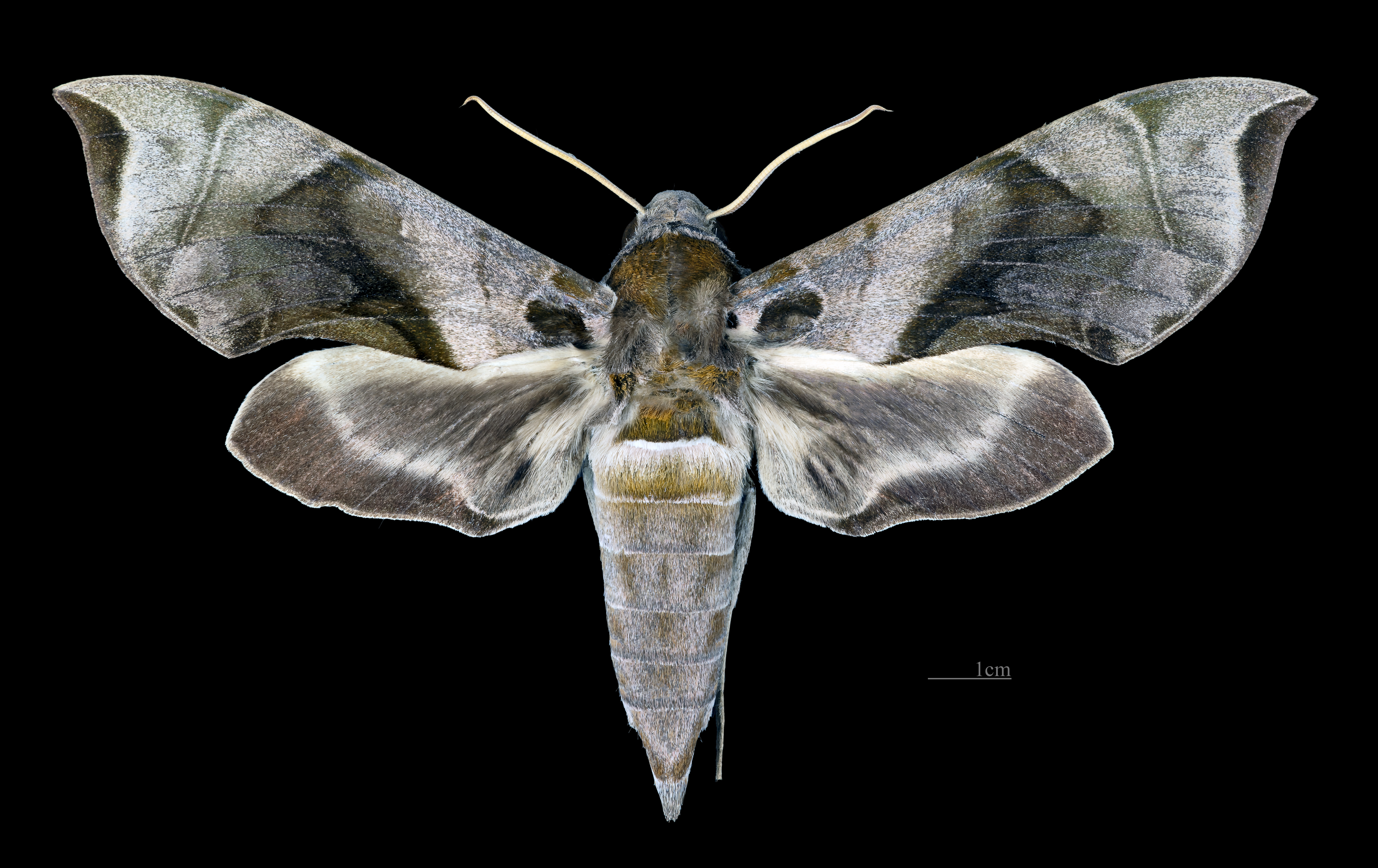
♀
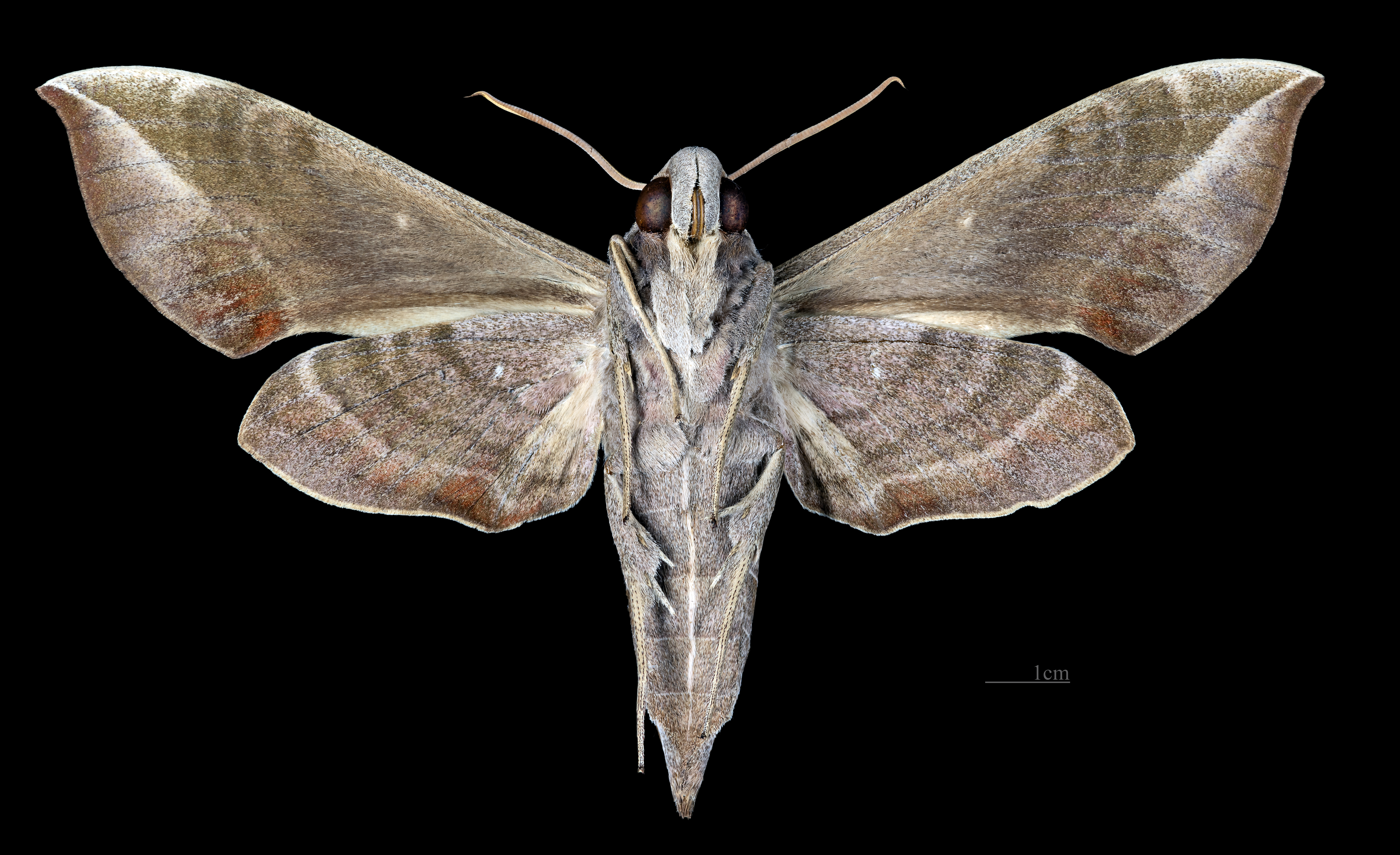
♀ △